# Pseudepicausta experta
Pseudepicausta experta är en tvåvingeart som först beskrevs av Walker 1862.  Pseudepicausta experta ingår i släktet Pseudepicausta och familjen bredmunsflugor. Inga underarter finns listade i Catalogue of Life.